# Saint-Élix-d'Astarac
Saint-Élix-d'Astarac (före 22 dec 2017: Saint-Élix) är en kommun i departementet Gers i regionen Occitanien i sydvästra Frankrike. Kommunen ligger i kantonen Lombez som tillhör arrondissementet Auch. År 2022 hade Saint-Élix-d'Astarac 184 invånare.

## Befolkningsutveckling
Antalet invånare i kommunen Saint-Élix-d'Astarac
Referens:INSEE